# Estação Hadayeq El-Maadi
Hadayeq El-Maadi (em árabe: حدائق المعادي) é uma das estações da linha 1 do metro do Cairo, no Egito.</ref>

## Degradação
No ano de 2013 tanto a estação Hadayeq El-Maadi que está localizada no centro da cidade do Cairo, como o seu entorno retratavam uma situação caótica por falta de manutenção das instalações, invasão da área por ambulantes, acumulo de lixo, acesso e passagem pelos trilhos. A reforma do local estava planejada para terminar em 2014 e foi atrasada devido a turbulência que eclodiu com a Golpe de Estado no Egito em 2013 e agravado pelo toque de recolher imposto.